# Bélapátfalva
Bélapátfalva  este un oraș în districtul Bélapátfalva, județul Heves, Ungaria, având o populație de 3.187 de locuitori (2011). 

## Demografie
Componența etnică a orașului Bélapátfalva
     Maghiari (91,1%)
     Romi (7,71%)
     Necunoscut (0,34%)
     Alții (0,85%)
Componența confesională a orașului Bélapátfalva
     Romano-catolici (51,33%)
     Fără religie (15,85%)
     Reformați (5,24%)
     Necunoscută (26,2%)
     Alte religii (1,73%)
Conform recensământului din 2011, orașul Bélapátfalva avea 3.187 de locuitori. Din punct de vedere etnic, majoritatea locuitorilor (91,1%) erau maghiari, cu o minoritate de romi (7,71%). Apartenența etnică nu este cunoscută în cazul a 0,34% din locuitori.  Din punct de vedere confesional, majoritatea locuitorilor (51,33%) erau romano-catolici, existând și minorități de persoane fără religie (15,85%) și reformați (5,24%). Pentru 26,2% din locuitori nu este cunoscută apartenența confesională.

## Monumente
- Mănăstirea Bélapátfalva(de, fr, hu), monument din secolul al XIII-lea